# Hexatoma (Eriocera) nitidula
Hexatoma (Eriocera) nitidula is een tweevleugelige uit de familie steltmuggen (Limoniidae). De soort komt voor in het Oriëntaals gebied.